# Lancer du marteau féminin aux championnats du monde d'athlétisme 2019
Pour un article plus général, voir Championnats du monde d'athlétisme 2019.
Navigation
Londres 2017 Eugene 2021
L'épreuve du lancer du marteau féminin des championnats du monde de 2019 se déroule les 27 et 28 septembre 2019 dans le Khalifa International Stadium, au Qatar. 

## Critères de qualification
Pour se qualifier pour les championnats, il faut avoir réalisé 71,00 m ou plus entre le 7 septembre 2018 et le 6 septembre 2019.

## Records
Les records du lancer de marteau étaient avant les championnats 2019 les suivants :
| Record                                              | Athlète           | Distance | Lieu           | Date            |
| --------------------------------------------------- | ----------------- | -------- | -------------- | --------------- |
| Record du monde                                     | Anita Włodarczyk  | 82,98 m  | Varsovie       | 28 août 2016    |
| Record des championnats                             | Anita Włodarczyk  | 80,85 m  | Pékin          | 27 août 2015    |
| Record olympique                                    | Anita Włodarczyk  | 82,29 m  | Rio de Janeiro | 15 août 2016    |
| Record d'Afrique                                    | Amy Sène          | 69,70 m  | Forbach        | 25 mai 2014     |
| Record d'Asie                                       | Wang Zheng        | 77,68 m  | Chengdu        | 29 mars 2014    |
| Record d'Europe                                     | Anita Włodarczyk  | 82,98 m  | Varsovie       | 28 août 2016    |
| Record d'Amérique du Nord, Centrale et des Caraïbes | DeAnna Price      | 78,24 m  | Des Moines     | 27 juillet 2019 |
| Record d'Amérique du Sud                            | Jennifer Dahlgren | 73,74 m  | Buenos Aires   | 10 avril 2010   |
| Record d'Océanie                                    | Julia Ratcliffe   | 71,39 m  | Townsville     | 28 juin 2019    |

### Meilleures performances de l'année 2019
Les dix athlètes ayant lancé le plus loin durant l'année sont les suivantes.
| 1  | DeAnna Price        | États-Unis  | 78,24 m | Des Moines  | 27 juillet 2019   |
| 2  | Brooke Andersen     | États-Unis  | 76,75 m | Rathdrum    | 1er juin 2019     |
| 3  | Gwen Berry          | États-Unis  | 76,46 m | Des Moines  | 27 juillet 2019   |
| 4  | Wang Zheng          | Chine       | 76,26 m | Shenyang    | 10 juillet 2019   |
| 5  | Anita Włodarczyk    | Pologne     | 75,61 m | Turku       | 11 juin 2019      |
| 6  | Janeah Stewart      | États-Unis  | 75,43 m | Bloomington | 22 juin 2019      |
| 7  | Malwina Kopron      | Pologne     | 75,23 m | Chorzów     | 14 septembre 2019 |
| 8  | Maggie Ewen         | États-Unis  | 75,04 m | Des Moines  | 27 juillet 2019   |
| 9  | Hanna Malyshchyk    | Biélorussie | 74,95 m | Šamorín     | 9 mars 2019       |
| 10 | Alexandra Tavernier | France      | 74,84 m | Chorzów     | 16 juin 2019      |

## Médaillées
| Or           | Argent          | Bronze     |
| DeAnna Price | Joanna Fiodorow | Wang Zheng |

## Résultats

### Qualifications
Qualification à 72 m (Q) ou les 12 meilleures performeuses (q).
| Rang | Groupe | Athlète                 | Nationalité             | Marque  | Notes |
| ---- | ------ | ----------------------- | ----------------------- | ------- | ----- |
| 1    | B      | DeAnna Price            | États-Unis              | 73,77 m | Q     |
| 2    | B      | Zalina Petrivskaya      | Moldavie                | 73,40 m | Q     |
| 3    | A      | Joanna Fiodorow         | Pologne                 | 73,39 m | Q     |
| 4    | B      | Hanna Skydan            | Azerbaïdjan             | 73,32 m | SB, Q |
| 5    | A      | Iryna Klymets           | Ukraine                 | 72,93 m | PB, Q |
| 6    | A      | Alexandra Tavernier     | France                  | 72,91 m | Q     |
| 7    | B      | Wang Zheng              | Chine                   | 72,65 m | Q     |
| 8    | A      | Hanna Malyshchyk        | Biélorussie             | 72,59 m | Q     |
| 9    | B      | Martina Hrašnová        | Slovaquie               | 72,01 m | Q     |
| 10   | A      | Gwen Berry              | États-Unis              | 71,72 m | q     |
| 11   | B      | Alena Sobaleva          | Biélorussie             | 71,52 m | SB, q |
| 12   | A      | Luo Na                  | Chine                   | 71,35 m | q     |
| 13   | B      | Malwina Kopron          | Pologne                 | 70,46 m |       |
| 14   | A      | Julia Ratcliffe         | Nouvelle-Zélande        | 70,45 m |       |
| 15   | B      | Yelizaveta Tsareva      | Athlète neutre autorisé | 70,35 m |       |
| 16   | B      | Anastasia Kalamoyets    | Biélorussie             | 69,67 m |       |
| 17   | A      | Stamatia Scarvelis      | Grèce                   | 69,65 m |       |
| 18   | B      | Bianca Perie-Ghelber    | Roumanie                | 68,65 m |       |
| 19   | A      | Sofiya Palkina          | Athlète neutre autorisé | 68,53 m |       |
| 20   | A      | Brooke Andersen         | États-Unis              | 68,46 m |       |
| 21   | B      | Krista Tervo            | Finlande                | 68,25 m |       |
| 22   | B      | Laura Igaune            | Lettonie                | 67,77 m |       |
| 23   | B      | Réka Gyurátz            | Hongrie                 | 67,41 m |       |
| 24   | B      | Al'ona Shamotina        | Ukraine                 | 67,30 m |       |
| 25   | A      | Liu Tingting            | Chine                   | 67,11 m |       |
| 26   | A      | Sara Fantini            | Italie                  | 66,58 m |       |
| 27   | A      | Barbara Špiler          | Slovénie                | 65,76 m |       |
| 28   | A      | Beatrice Nedberge Llano | Norvège                 | 65,55 m |       |
| 29   | B      | Kateřina Šafránková     | République tchèque      | 65,46 m |       |
| 30   | A      | Iryna Novozhylova       | Ukraine                 | 65,31 m |       |

### Finale
| Rang               | Athlète             | Pays        | Essais | Essais | Essais | Essais | Essais | Essais | Marque | Notes |
| Rang               | Athlète             | Pays        | 1      | 2      | 3      | 4      | 5      | 6      | Marque | Notes |
| ------------------ | ------------------- | ----------- | ------ | ------ | ------ | ------ | ------ | ------ | ------ | ----- |
| Médaille d'or      | DeAnna Price        | États-Unis  | 76.87  | x      | 77.54  | 74.56  | 73.77  | 75.68  | 77.54  |       |
| Médaille d'argent  | Joanna Fiodorow     | Pologne     | 76.35  | 74.77  | 72.78  | 74.69  | x      | x      | 76.35  | PB    |
| Médaille de bronze | Wang Zheng          | Chine       | 72.94  | x      | x      | 73.75  | 74.76  | x      | 74.76  |       |
| 4                  | Zalina Petrivskaya  | Moldavie    | 73.73  | 73.60  | 74.33  | 70.49  | 74.27  | 72.94  | 74.33  |       |
| 5                  | Iryna Klymets       | Ukraine     | 73.17  | 73.56  | x      | 70.26  | 72.59  | 71.95  | 73.56  | PB    |
| 6                  | Alexandra Tavernier | France      | 71.50  | 70.48  | 73.31  | 72.24  | 73.33  | x      | 73.33  |       |
| 7                  | Hanna Skydan        | Azerbaïdjan | 70.69  | 71.99  | 72.80  | 72.83  | 71.44  | 70.99  | 72.83  |       |
| 8                  | Luo Na              | Chine       | 71.33  | 72.04  | 70.83  | 70.41  | 71.03  | x      | 72.04  |       |
| 9                  | Martina Hrašnová    | Slovaquie   | 66.09  | 71.28  | x      |        |        |        | 71.28  |       |
| 10                 | Hanna Malyshchyk    | Biélorussie | 71.24  | 66.52  | 70.12  |        |        |        | 71.24  |       |
| 11                 | Alena Sobaleva      | Biélorussie | 70.45  | x      | 68.65  |        |        |        | 70.45  |       |
| 12                 | Gwen Berry          | États-Unis  | x      | x      | x      |        |        |        | NM     |       |

## Légende
Records et Performances
- AR : Record continental (area record)
- CR : Record des championnats (championship record)
- MR : Record du meeting (meet record)
- NR : Record national (national record)
- OR : Record olympique (olympic record)
- PR : Record paralympique (paralympic record)
- PB : Record personnel (personal best)
- SB : Meilleure performance personnelle de la saison (season's best)
- WL : Meilleure performance mondiale de l'année (world leader)
- WJR : Record du monde junior (world junior record)
- WR : Record du monde (world record)

Circonstances et Conditions
- DNF : N'a pas terminé (did not finish)
- DNS : N'a pas pris le départ (did not start)
- DQ : Disqualification (disqualification)
- NM : Aucun essai valable enregistré (No Mark)
- Q : Qualifié « directement » au prochain tour (ou à la prochaine compétition), lors d'une compétition majeure, grâce au classement ou à la réalisation des minima (automatic qualifier)
- q : Qualifié au prochain tour (ou à la prochaine compétition), lors d'une compétition majeure, grâce au repêchage ou à la réalisation de l'une des meilleures performances parmi celles des « non qualifiés directement » (grâce au meilleur temps ou à la meilleure distance par exemple) (secondary qualifier)